# Al-Hashr
Al-Hashr (L'Espulsione) è la cinquantanovesima Sura del Corano, una sura medinese composta da 24 versetti. Il nome della sura si riferisce all'evento dell'espulsione dei clan ebraici della tribù Banu Nadir dalla città di Medina. Questa sura tratta vari temi, inclusi la protezione della comunità musulmana, la misericordia di Allah e la necessità di rispettare la volontà divina.

## Contenuto

### L'Espulsione dei Nemici
Versetti 1-5: Si descrive l'espulsione dei clan ebraici della tribù Banu Nadir dalla città di Medina a causa della loro cospirazione contro i musulmani. Si enfatizza la protezione della comunità musulmana e la volontà di Allah nel sostenere i credenti.

### La Misericordia di Allah
Versetti 6-10: Si esalta la misericordia di Allah nei confronti dei credenti. Si afferma che la protezione divina è una ricompensa per la loro fede e la loro devozione.

### L'Invito alla Riflessione
Versetti 11-15: Si invita alla riflessione sui segni di Allah e sulle conseguenze per coloro che trascurano la Sua volontà. Si esorta a temere Allah e a sottomettersi alla Sua autorità.

### La Promessa di Aiuto Divino
Versetti 16-24: Si promette l'aiuto divino per i credenti e si avverte gli ipocriti e gli increduli che Allah sconfiggerà i loro piani malvagi. Si ribadisce l'importanza di seguire la volontà divina e di praticare la giustizia.

## Analisi
La Sura Al-Hashr offre insegnamenti importanti sulla protezione della comunità musulmana, la misericordia di Allah e la necessità di rispettare la volontà divina. Attraverso l'evento dell'espulsione dei clan ebraici dalla città di Medina, la sura enfatizza la protezione divina della comunità musulmana e la promessa di aiuto divino per coloro che credono e praticano la giustizia.
Inoltre, la sura invita alla riflessione sui segni di Allah e avverte gli ipocriti e gli increduli delle conseguenze delle loro azioni malvagie. È un richiamo alla fede, alla devozione e alla sottomissione alla volontà divina, invitando i credenti a praticare la giustizia e a seguire gli insegnamenti del Corano.
I versetti coranici 6 e 7 sono considerati da alcuni collegati alla Conquista di Fadak .